# 伊豆箱根鉄道大場工場
伊豆箱根鉄道大場工場（いずはこねてつどうだいばこうじょう）は静岡県三島市大場にある、伊豆箱根鉄道の車両工場及び車両基地である。
伊豆箱根鉄道本社社屋の北側にある。出入庫は駿豆線大場駅から行われる。

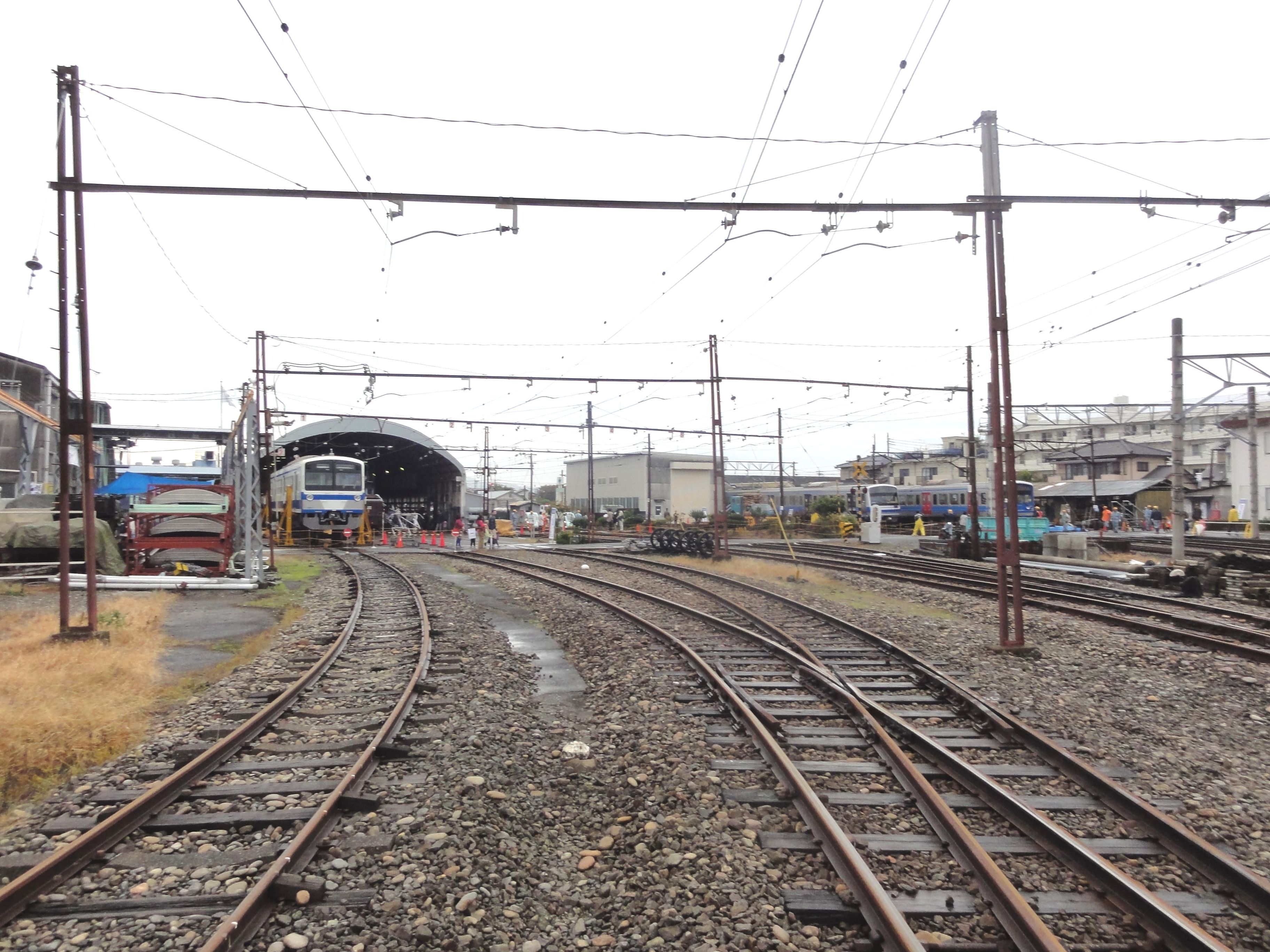
大場工場

## 概要
- 伊豆箱根鉄道の車両工場と車両基地、および伊豆箱根バスの整備工場や三島営業所などが併設されている。
- 毎年開かれるいずはこねふれあいフェスタ（詳細は後述）のメイン会場である。

## 車両工場
- 電車工場とも呼ばれる。車両検査のほか改造も行う。
- 担当車両は駿豆線と大雄山線（神奈川県）の全車両。[1]
- リフティングジャッキや台車用オートリフター、小型のマルチプルタイタンパーなどの機械がある。
- 踏切は工場内（踏切名不明）に1箇所、出入口に1箇所（大場工場踏切）ある。工場内の踏切は遮断機がない。出入口の踏切は朝と夜以外ほとんど稼働しない。
- 大場工場踏切の前の側線にはチキ（レール運搬車）が留置されている。

## 車両基地
- 通常、駿豆線の車両が停泊している。[2]
- 構内には多数の留置線のほかに洗車機がある。

### 配置車両
2013年7月7日現在
- 7000系2編成
- 3000系6編成
- 1300系2編成
- ED31形2両（ED32、ED33）[3]
- その他ホキ800形貨車（ホッパ車）等の貨車数両

## いずはこねふれあいフェスタ
いずはこねふれあいフェスタは、伊豆箱根鉄道が「10月14日・鉄道の日」を記念して、1995年から毎年、大場工場を一般公開し、電車教室など鉄道を主としたイベントである。毎年、多くの鉄道ファンや家族連れで賑わう。フェスタへの参加は無料（一部有料イベントがある）。尚、表記方法については、伊豆箱根鉄道公式ページでも「伊豆箱根ふれあいフェスタ」と「いずはこねふれあいフェスタ」が混在しているが、本項では後者を採用した。
2002年（10月13日開催）からは、鉄道だけでなく、バス、タクシー、観光・旅行なども加えて伊豆箱根鉄道グループの全社的なイベントとして取り組んでいる。このことは県内のテレビニュースで紹介される。
2003年（10月12日開催）は、バス事業100周年と冠されて行われた。
2004年（10月10日開催予定）は、台風22号（マーゴン (MA-ON)）の被害のため中止となった。
2005年（11月23日開催）からは台風シーズンを避け、11月23日開催に変更された。
2006年
11月23日に実施。
内容は、ミニ電車乗車体験、運転席の乗車撮影会（電車・バス）、洗車体験（電車・バス）、鉄道模型展示、抽選会など。
2008年
11月23日に実施
内容は、ミニ電車乗車体験、運転席の乗車撮影会（電車・バス）、洗車体験（電車・バス）、鉄道模型展示、抽選会、部品販売（電車・バス）、部品展示、踏切操作体験、旧塗装復活記念ツアー（バス）など。

## 位置情報
- 北緯35度05分40.61秒 東経138度56分15.79秒 / 北緯35.0946139度 東経138.9377194度
- 三島(静岡) - 国土地理院2万5千分の1地形図
- 静岡県三島市大場300 - Googleマップ